# Anne d'Autriche (1585-1618)
Pour les articles homonymes, voir Anne d'Autriche.
Anne d'Autriche (4 octobre 1585 à Innsbruck - 14 décembre 1618 à Vienne) fut impératrice du Saint-Empire, reine de Germanie, de Bohême et de Hongrie et archiduchesse d'Autriche.

## Biographie
Elle est la fille de Ferdinand de Tyrol (1529-1595), fils de Ferdinand Ier du Saint-Empire, et de sa nièce Anne-Catherine de Mantoue (1566-1621). Sa sœur aînée est Marie d'Autriche (1584–1649).
Elle épouse son cousin Matthias Ier du Saint-Empire (1557-1619), mais ils n'eurent pas d'enfants. C'est à son initiative que fut construite la Crypte des capucins où depuis lors les dépouilles des membres de la famille impériale sont inhumées.
Gaspard de Crayer et Hans von Aachen sont auteurs de ses portraits.

## Galerie

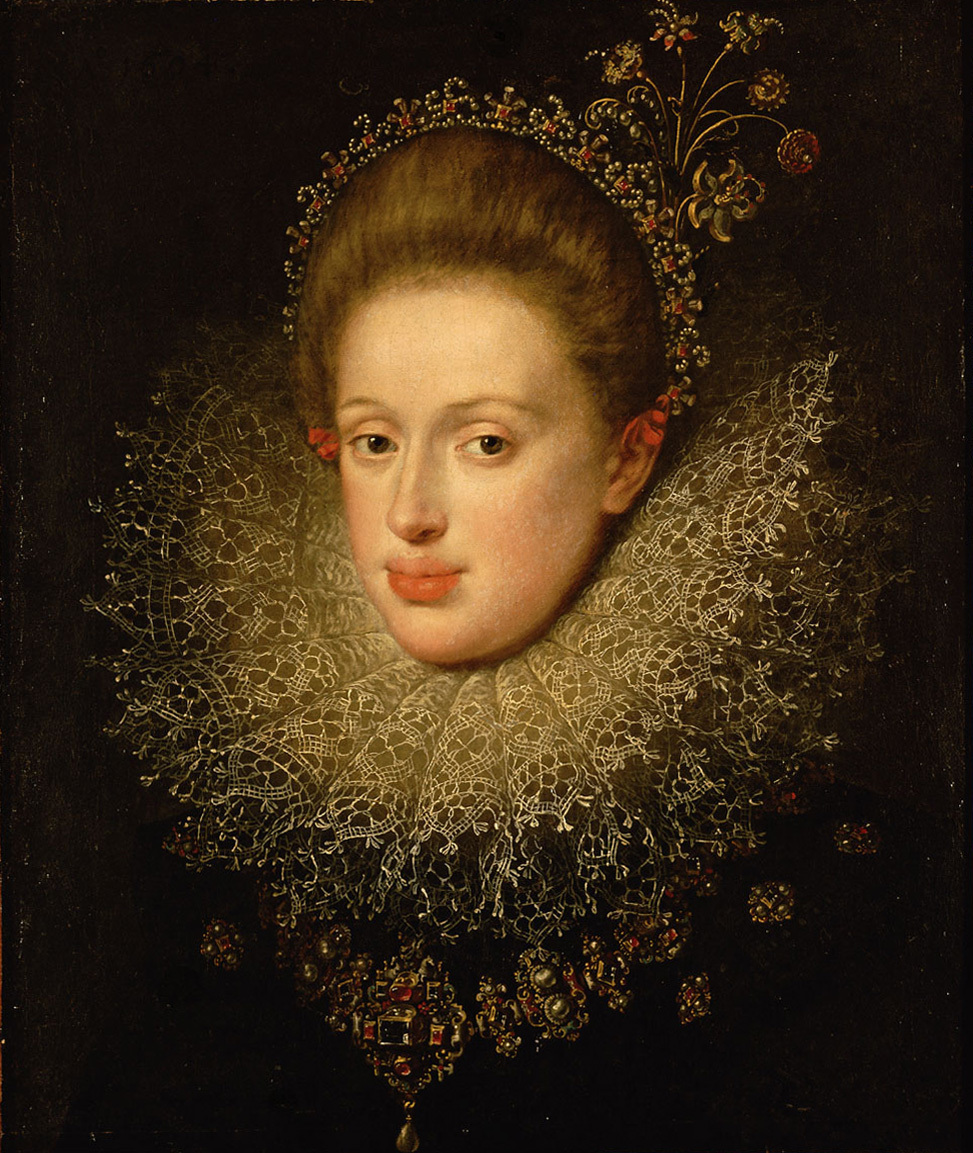
Marie d'Autriche par Hans von Aachen, 1604
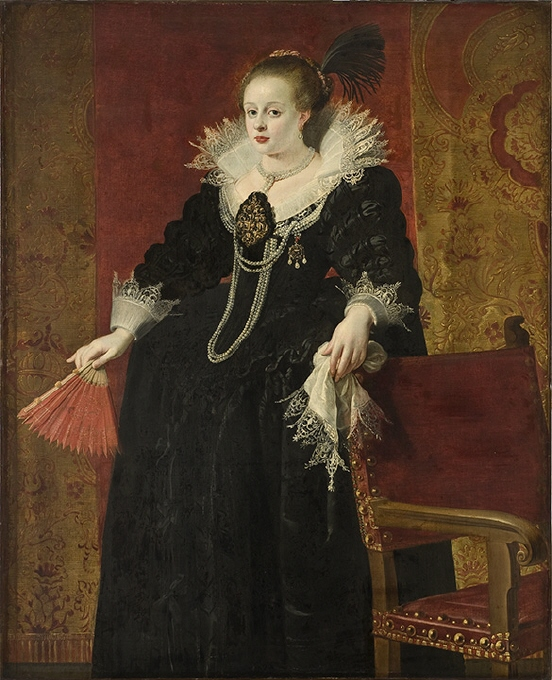
Marie d'Autriche par Gaspard de Crayer